# Кремлівські куранти (фільм)
«Кремлівські куранти» (рос. «Кремлёвские куранты») — радянський історико-революційний художній фільм 1970 року, за однойменною п'єсою  Миколи Погодіна.

## Сюжет
Дія відбувається в Радянській Росії, на початку 1920-х років. Великий в минулому інженер-електротехнік Забєлін демонстративно торгує сірниками в центрі Москви, біля Іверських воріт. Більш того, він не вважає за потрібне приховувати своє різко негативне ставлення до нової влади. Родичі та знайомі, та й сам Забєлін вважають, що його заберуть у ЧК.
До доньки Забєліна залицяється комісар Рибаков. Під час візиту Рибакова в будинок Забєліна вони сваряться, після чого за Забєліним приїжджає машина, і він упевнений, що його забирають у ЧК. Але, виявляється, Забєліна викликають в Кремль, де з ним розмовляє Ленін і розповідає про плани електрифікації країни. Ленін пропонує Забєліну включитися в роботу над стратегічно важливим для Радянської Росії проектом.

## У ролях
- Юрій Каюров —   В. І. Ленін
- Анатолій Фалькович —   Дзержинський
- Борис Ліванов —  інженер Антон Іванович Забєлін
- Юрій Каморний —  комісар Олександр Михайлович Рибаков
- Антоніна Пілюс —  Маша, дочка Забєліна
- Марк Прудкін —  Єгор Дмитрович Нікольський
- Валентина Сєрова —  Лідія Михайлівна, дружина Забєліна
- Борис Петкер —  годинникар
- Євген Тетерін —  Георгій Степанович Глаголєв
- Всеволод Санаєв —  робочий
- Аркадій Трусов —  робочий
- Геннадій Юхтін —  робочий
- Ольга Жизнєва —  дружина Нікольського
- Віктор Кольцов —  оптиміст
- Ніна Алісова —  дама з в'язанням
- Олександра Панова —  злиденна
- Харій Лієпиньш —  Герберт Уеллс
- Анатолій Крижанський —  Сем, американський журналіст
- Ірина Мірошниченко —  журналістка Клер Шерідан
- Микола Сморчков —  чекіст
- Таїсія Литвиненко —  секретар Леніна

## Знімальна група
- Режисер:  Віктор Георгієв
- Автор сценарію: Олег Стукалов
- Оператор: Володимир Нахабцев
- Художник-постановник:  Юрій Кладієнко
- Художник по костюму:  Валентин Перельотов
- Композитор:  Андрій Ешпай
- Звукорежисер:  Арнольд Шаргородський